# Ottawa Rough Riders
Gli Ottawa Rough Riders erano una squadra di Football Canadese di Ottawa, Ontario, fondata nel 1876.
Erano una squadre canadesi più vecchie e hanno vinto la Grey Cup nove volte.